# Empis spiralis
Empis spiralis är en tvåvingeart som beskrevs av Collin 1937. Empis spiralis ingår i släktet Empis och familjen dansflugor. Inga underarter finns listade i Catalogue of Life.